# Don Juan

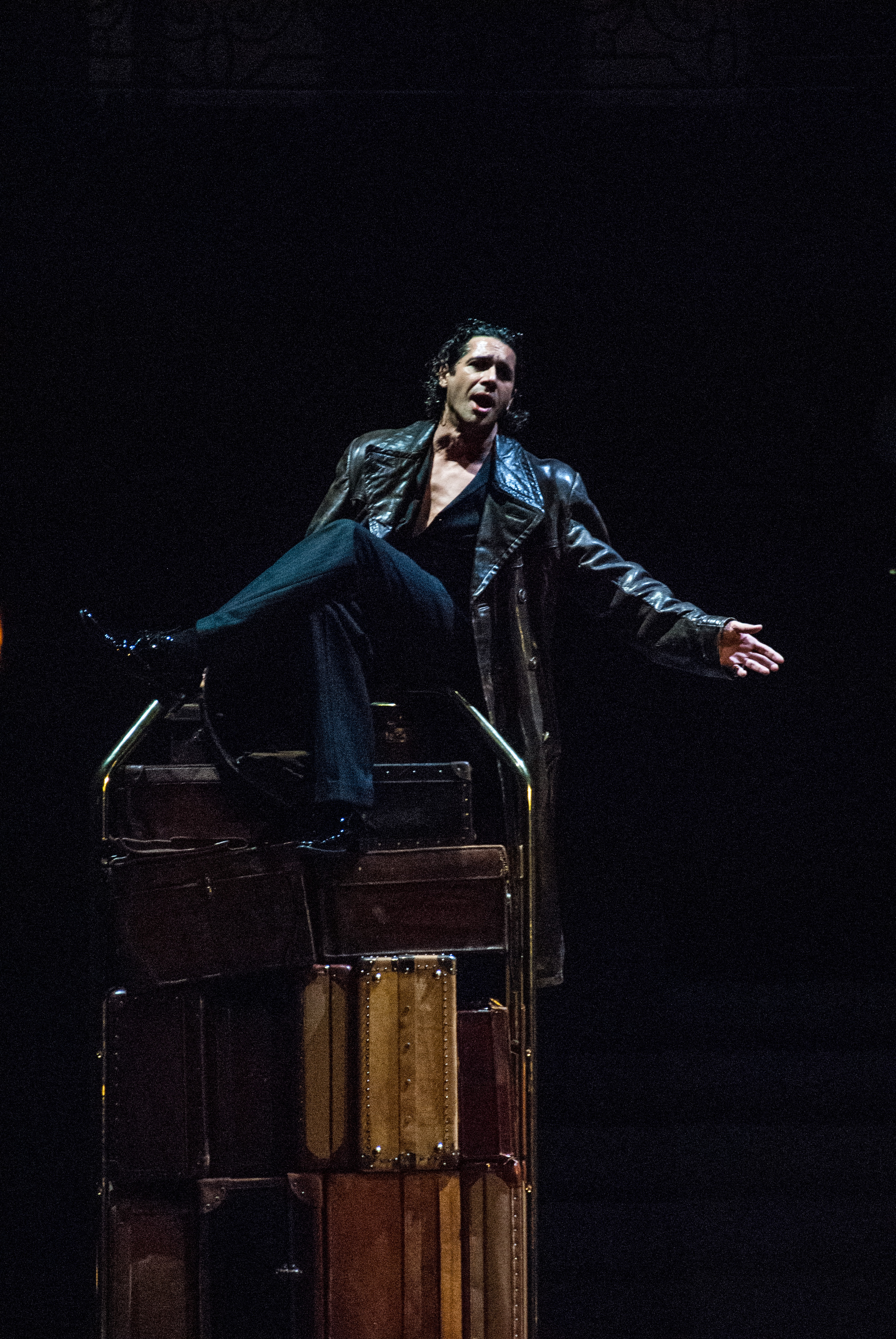
Ildebrando D’Arcangelo als Don Giovanni, Salzburger Festspiele 2014

Don Juan (spanisch) oder Don Giovanni (italienisch) ist in der europäischen Dichtung der Archetypus des Frauenhelden. Der Stoff, der in der Literatur der vergangenen Jahrhunderte häufig aufgegriffen wurde, stellt ein klassisches Thema der Komparatistik dar und wird als südeuropäische Ergänzung zur nordeuropäischen Faustsage gesehen. Die bekanntesten Darstellungen sind Molières Don Juan, Wolfgang Amadeus Mozarts Oper Don Giovanni nach einem Libretto von Lorenzo da Ponte und die religiös-sittlich-erotische Kritik Søren Kierkegaards in seinem Erstlingswerk Entweder – Oder.

## Stoff
Während mit der Faust-Figur gezeigt wird, dass das Überwinden der dem forschenden Menschen gesetzten Schranken Frevel ist und ins Verderben stürzt, verurteilt die Don-Juan-Sage das maßlose Schwelgen im Lebensgenuss. Beide Sagen handeln vom menschlichen Egoismus, seiner Verwerflichkeit und seiner Vergänglichkeit (Vanitas). Dieser Motivkomplex ist charakteristisch für Renaissance und Barock. Ähnlich wie im Pygmalion-Stoff spielt das Lebendigmachen einer Statue eine Rolle, das hier jedoch nicht freiwillig geschieht.

## Vorbild
Die Don-Juan-Sage ist älter als die Faust-Sage. Es wird kontrovers diskutiert, ob sie an geschichtliche Personen anknüpft, der Legende nach einen Admiral mit Familiennamen Tenorio aus der Schicht der Hidalgos, der durch seine Kämpfe gegen die Mauren bekannt wurde, und dessen jüngsten Sohn Juan. Diese Sage macht Don Juan zu einem Höfling des kastilischen Königs Pedro I., genannt „der Grausame“, an dessen Taten er derartigen Anteil hatte, dass sein Name in Sevilla und der Umgegend zum Gegenstand der abenteuerlichsten und schauerlichsten Erzählungen wurde. Zuletzt soll er versucht haben, eine junge sevillanische Frau mit Namen Giralda zu verführen, und in diesem Zusammenhang ihren Vater, den Gouverneur der Stadt, im Zweikampf getötet haben. Als er darauf im Übermut die dem Gouverneur errichtete steinerne Statue zum Nachtessen einlud, sei diese wirklich erschienen und mit ihm zur Hölle gefahren.
Mit dieser Sage vermischte sich in späterer Zeit eine andere über einen Adligen ähnlichen Namens. Dieser Juan de Mañara soll ein Bündnis mit dem Teufel geschlossen haben, sich nach vielen Untaten aber bekehrt haben und im Stand der Heiligkeit gestorben sein.

## Stoffgeschichte

### 17.–18. Jahrhundert
Der Don-Juan-Stoff war im 17./18. Jahrhundert vor allem deshalb interessant, weil er gegen die klassizistische Poetik verstieß, indem er sich weder der Tragödie noch der Komödie zuordnen ließ. Der Ständeklausel gemäß müsste Don Juan als Adliger zur Sphäre der Tragödie gehören, sein niederes Handeln lässt sich aber nur schwer als ein tragisches rechtfertigen, rückt ihn also in die Sphäre der Komödie. Dies war im mittelalterlichen Theater, in der spanischen und englischen Renaissance sowie noch später auf den Jahrmärkten kein Problem, wurde aber auf den höfischen Bühnen seit dem 17. Jahrhundert, wo Adlige vorbildlich handeln sollten, der Tendenz nach zum Skandal. Seit der Mitte des 18. Jahrhunderts wurden ausgeprägt sozialkritische Don-Juan-Dramen verfasst, die den Adel und seine Libertinage kritisierten.
Schon frühzeitig soll die Don-Juan-Sage von einem unbekannten Dichter dramatisch bearbeitet und unter dem Titel El ateista fulminado lange Zeit hindurch in den Klöstern aufgeführt worden sein. Der Erste, der sie im Drama darstellte und dessen Name bekannt ist, war der Mönch Gabriel Téllez, der unter dem Namen Tirso de Molina als beliebter Komödiendichter in der ersten Hälfte des 17. Jahrhunderts lebte und den ergiebigen Stoff unter dem Titel El burlador de Sevilla y convidado de piedra („Der Verführer von Sevilla und der steinerne Gast“) auf die Bühne brachte. Jedoch ist seine Autorschaft nicht unumstritten, wird das Stück doch auch Andrés de Claramonte (um 1580 bis 1626) zugeschrieben. Der Burlador de Sevilla wurde um 1613 verfasst, 1624 in Madrid uraufgeführt und erschien 1630 erstmals im Druck.
Molinas Stück wurde zu Ende des 17. Jahrhunderts in Spanien selbst von Antonio de Zamora überarbeitet. Bereits vorher war es nach Italien übergegangen, zuerst in Cicogninis (Il convitato di pietra, 1650), dann in O. Gilibertis Bearbeitung (1652), die den Stoff als Komödie ansahen. Von Italien drang es bald auch nach Frankreich vor, wo zuerst Dorimon eine Bearbeitung des Stückes von Giliberti unter dem Titel: Le festin de pierre, ou le fils criminel 1658 in Lyon, dann de Villiers eine solche als „Tragikomödie“ 1659 in Paris auf die Bühne brachte. Der Stoff erregte hier so großes Interesse, dass Molière nach demselben seinen Dom Juan ou le Festin de pierre bearbeitete, der 1665 zum ersten Mal auf dem Theater des Palais Royal aufgeführt wurde.
Der Spaßmacherei der Italiener gegenüber wollte Molière den Gegenstand in die Sphäre der höfischen Komödie erheben, verwischte aber dabei jede Spur des spanischen Dramas, um nicht altmodisch zu wirken. (Das „klassische“ französische Theater hatte damals das „mittelalterliche“ spanische überwunden.) Thomas Corneille brachte das Stück 1677 in Verse, und in dieser Gestalt ging es bis Mitte des 19. Jahrhunderts (1847) über die französischen Bühnen. Von einer anderen Seite wiederum fasste der Schauspieler Rosimond (als Dramatiker Mesnil genannt) den Stoff auf, indem er seine Tragikomödie Festin de pierre, ou l'athée foudroyé (1669) zu einem Dekorations- und Spektakelstück machte und die Handlung in heidnische Zeiten verlegte, um ungestraft seinen Atheisten prahlen zu lassen. Auch in England wurde der Stoff durch Shadwells Tragödie The libertine destroyed eingeführt (1676), die einen Skandal verursachte.
Durch Molière angeregt, suchte 50 Jahre später auch Goldoni das alte spanische Stück seinem Vaterland in der würdigen Gestalt einer regelmäßigen Komödie vorzuführen. Sie wurde zuerst 1736 in Venedig unter dem Titel: Don Giovanni Tenorio, osia: il dissoluto punito aufgeführt; Goldoni lässt jedoch den steinernen Gast ganz weg und übergibt einem Blitzstrahl das Racheamt. Don Juan, oder das steinerne Gastmahl gehörte bereits seit dem Anfang des 18. Jahrhunderts zum stehenden Repertoire der improvisierenden Schauspieler, die dafür ebenso Dorimons und Molières Stücke wie die Traditionen der Italiener benutzt zu haben scheinen.
Neben diesen dramatischen Bearbeitungen gab es auch musikalische: Der Stoff diente als Vorlage für Opernstücke. Den ersten Anlauf dazu nahm der Franzose Le Tellier 1713 in Paris. 1761 wurde ein Ballett Don Juan mit Musik von Christoph Willibald Gluck in Wien aufgeführt, und etwa zwanzig Jahre später ging eine gleichnamige Oper, komponiert von Vincenzo Righini, in Prag und an anderen Orten über die Bühne. Im Jahre 1787 setzte auch der Komponist Francesco Gardi den Stoff in Form einer Dramma tragicomico in zwei Akten um. Im selben Jahr veröffentlichte auch Vincenzo Fabrizi seine einaktige Buffa-Oper mit dem Titel Il Convitato di pietra.
Alle diese Arbeiten weit hinter sich zurück ließ Mozart, der in seinem Meisterwerk Il dissoluto punito, ossía Don Giovanni (1787, nach Da Pontes Textbuch komponiert) dem Stoff die klassische Gestaltung gab, die ihn nicht nur in Deutschland volkstümlich machte. Unmittelbar vor Mozart schrieb auch Gazzaniga eine einaktige Oper: Convitato di pietra, die 1787 in Bergamo und Rom, später in Mailand und Paris aufgeführt wurde. Sogar in die Konzertmusik hielt der Stoff einzug: Boccherinis Sinfonie d-moll "La casa del diavolo" (G 506) ist von Glucks Ballett Don Juan und der Thematik des Stoffes inspiriert.
- NN: El ateista fulminado, (erste Hälfte des 17. Jahrhunderts)
- Tirso de Molina (oder Andrés de Claramonte): El burlador de Sevilla y convidado de piedra (deutsch = Don Juan. Der Verführer von Sevilla und der steinerne Gast) (1630)
- Paolo Zehentner: Promontorium Malae Spei (1643)
- Giacinto Andrea Cicognini: Il convitato di pietra (Komödie, 1650)
- Nicolas Drouin (dit Dorimon): Le festin de pierre, ou le fils criminel (1658)
- Molière: Dom Juan ou le Festin de pierre (1665)
- Claude de La Rose (dit Rosimond): Festin de pierre, ou l’athée foudroyé (1669)
- Thomas Shadwell: The libertine destroyed (1676)
- Antonio de Zamora: Jede Frist läuft ab und jede Schuld wird bezahlt und Der steinerne Gast (1714)
- Carlo Goldoni: Don Giovanni Tenorio, o sia: il dissoluto punito (1736)
- Christoph Willibald Gluck, Gasparo Angiolini: Don Juan (Ballettpantomine, 1761)
- Giuseppe Gazzaniga, Giovanni Bertati: Don Giovanni (1787)
- Wolfgang Amadeus Mozart, Lorenzo da Ponte: Don Giovanni (Oper, 1787)
- Luigi Boccherini: Sinfonie d-moll „La casa del diavolo“ (G 506) (1771)

### 19. Jahrhundert
Im 19. Jahrhundert blieb die Don-Juan-Sage ein Lieblingsgegenstand poetischer Bearbeitung. Lord Byrons epische Dichtung Don Juan knüpft allerdings nur an den Namen des Helden an und entfernt sich im Übrigen ganz von der Sage. Dagegen sucht Christian Dietrich Grabbe in seiner Tragödie Don Juan und Faust (1829) die alte südliche Volkssage mit der Faustsage des Nordens in Verbindung zu bringen, wie es auch in vielen populären Fassungen auf den Jahrmärkten geschah. Neu war, dass ein solches Theaterstück mit vollem Recht als Tragödie gelten konnte. Die soziale Problematik hatte sich etwas entschärft, und die menschliche trat in den Vordergrund. Andere Don-Juan-Dramen verfassten Karl von Holtei (1834), Sigismund Wiese (1840), Karl Johann Braun Ritter von Braunthal (1842). Auch Nikolaus Lenau hinterließ eine (unvollendete) epische Dichtung Don Juan voll dramatischer Präzision und genialer Frechheit der Gedanken.
Unter dem Titel Don Giovanni o Il convitato di pietra wurde der Stoff 1832 von Giovanni Pacini ein weiteres Mal als Oper gestaltet. In Frankreich wurde die Sage von neueren Dichtern ebenfalls wiederholt behandelt, teils dramatisch, wie zum Beispiel von Alexandre Dumas (Don Juan de Maraña, 1836), teils als Roman, wie von Mérimée (1834), Mallefille (1858) und anderen. Eine Bereicherung der Don-Juan-Dichtungen brachte Spanien selbst mit José Zorrillas Drama Don Juan Tenorio (1844). Wie nämlich Goethe der Faustsage eine dem Volksglauben entgegen laufende, aber im fortschreitenden Bewusstsein der Zeit begründete versöhnliche Wendung gegeben hat, so wird in dem Drama Zorillas auch die Don-Juan-Sage, ohne dass der Stoff im Wesentlichen sich verändert, zuerst ganz im modernen Geist behandelt. Der gleiche Dichter bearbeitete den Gegenstand auch noch episch-lyrisch in El desafio del diablo (1845) und Un testigo di bronze (1845). Eine grundsätzliche Aufwertung vom Schurken zum Helden, wie sie Faust zuweilen erfahren hat, wurde Don Juan jedoch kaum zuteil.
Als weiteres Glied dieser Kette von Dichtungen ist Paul Heyses freilich nur an die alte Sage anknüpfendes Drama Don Juans Ende (1883) zu nennen. Ein weiteres bekanntes Werk ist die Tondichtung Don Juan von Richard Strauss aus dem Jahr 1889, mit der er seinen eigenen Stil fand und die am Anfang seiner Karriere steht. Richard Strauss orientierte sich primär an der Don-Juan-Dichtung Nikolaus Lenaus, die Fragment geblieben ist.
Ausgehend von seinen postum veröffentlichten Memoiren Histoire de ma vie trat ab 1822 Giacomo Casanova als populäre Verführerfigur an die Seite Don Juans.
- E. T. A. Hoffmann: Don Juan (Novelle, 1813)
- Lord Byron: Don Juan (Epos, 1819–24)
- Christian Dietrich Grabbe: Don Juan und Faust (Tragödie, 1828)
- Prosper Mérimée: Les âmes du purgatoire (Roman, 1834)
- Alexander Puschkin: Kamennyj Gost (Der steinerne Gast, dramatische Dichtung, 1830)
- Alexandre Dumas der Ältere: Don Juan de Maraña (Drama, 1836)
- Nikolaus Lenau: Don Juan (Epos, 1844)
- José Zorrilla y Moral: Don Juan Tenorio (1844)
- Charles Baudelaire: Don Juan aux enfers (1861)[2]
- Paul Heyse: Don Juans Ende (1883)
- Richard Strauss: Don Juan (Tondichtung, 1889)

### 20. Jahrhundert
- George Bernard Shaw: Man and superman (1903)
- Guillaume Apollinaire: Les exploits d'un jeune Don Juan (Die Großtaten eines jungen D.J., Roman, 1907)
- Alexander Blok: Shagi Komandora (1912)
- Edmond de Rostand: Don Juan (1921)
- Warner Brothers: Don Juan (1926, der erste Tonfilm)
- Miguel de Unamuno: Don Juan (1934)
- André Obey: Don Juan (1934–49)
- Ödön von Horváth: Don Juan kommt aus dem Krieg (Schauspiel, 1937)
- Eugène Aynsley Goossens: Don Juan de Mañara (Oper, 1937)
- Vitaliano Brancati: Don Giovanni in Sizilien (Roman, 1942)
- Max Frisch: Don Juan oder Die Liebe zur Geometrie (1953) sowie: Nachträgliches zu Don Juan
- Henri Tomasi: Miguel Mañara, ou Don Juan de Mañara (Oper, 1952; szenisch: 1956)
- Ronald Frederick Duncan: Don Juan (Drama, 1954)
- Henry de Montherlant: Don Juan (Drama, 1958)
- Gonzalo Torrente Ballester: Don Juan (Roman, 1963)
- Jan Švankmajer: Don Juan (Animationsfilm, 1969)
- Albert Drach: Das Goggelbuch. In: Die kleinen Protokolle und das Goggelbuch. (Gesammelte Werke Band 3, 1965)
- John Berger: G. (Roman, 1972)
- Barbara Honigmann Don Juan (Urauff. 22. März 1984 Frankfurt am Main.)
- Pet Shop Boys: Don Juan (Musiktitel, 1988)
- Bert Nagel: Don Juan dementiert (Roman, 1989)
- Georges Pichard: Exploits d'un Don Juan (Comic nach dem Roman von Apollinaire, 1991)
- Hanns-Josef Ortheil:  Die Nacht des Don Juan, btb Taschenbuch, ISBN 3-442-72478-3.
- Jeremy Leven: Don Juan DeMarco (Film mit Johnny Depp und Marlon Brando, 1995)

Weitere Autoren, die sich des Stoffes angenommen haben, sind:
- Peter Altenberg: Don Juan
- Gottfried Benn: Don Juan gesellte sich zu uns (Gedicht)
- Ernst Bloch: Don Giovanni, allen Frauen und die Hochzeit
- Albert Camus: Der Don-Juanismus
- Giovanni Maccia: Don Juan und die Commedia dell’arte
- Salvador de Madariaga: Don Juan und der Don-Juanismus
- Friedrich Nietzsche: Eine Fabel
- José Ortega y Gasset: Einführung zu einem Don-Juan-Buch
- Otto Rank: Die Don-Juan-Gestalt
- George Sand: Verflucht seist du, Don Juan!
- Josef Toman: Don Juan

In Gaston Lerouxs Roman Das Phantom der Oper (1908–1910) arbeitet das Phantom schon seit Jahren an einer Oper Don Juan, der Sieger und gibt Christine in seiner Behausung unter der Pariser Oper Proben daraus zum besten. In Andrew Lloyd Webbers Musical (1986) erzwingt das Phantom die Aufführung dieser Oper mit Christine in der weiblichen Hauptrolle und übernimmt, nachdem es den als Don Juan vorgesehenen Sänger hinter der Bühne erwürgt hat, dessen Rolle mit der Arie „Der letzte Schritt/Von nun an gibt es kein Zurück“ („Don Juan Triumphant/The Point of No Return“).

### 21. Jahrhundert
- Peter Handke: Don Juan (erzählt von ihm selbst) (Erzählung, 2004)
- Jim Jarmusch: Broken Flowers (Film mit Bill Murray, Sharon Stone u. a., 2005)
- Robert Menasse: Don Juan de La Mancha oder die Erziehung der Lust (Roman, 2007)
- Horst Janssen: Leporello: Die Geliebten des Don Juan (Ausstellung in der Hamburger Kunsthalle, 2007)
- Joseph Gordon-Levitt: Don Jon (Film mit Joseph Gordon-Levitt, Scarlett Johansson u. a., 2013)